# Kecamatan Darmaraja
Kecamatan Darmaraja är ett distrikt i Indonesien.   Det ligger i provinsen Jawa Barat, i den västra delen av landet, 150 km sydost om huvudstaden Jakarta.